# Valentina Fago
Valentina Fago est une actrice italienne née le 22 avril 1971 dans la ville de Bologne, en Émilie-Romagne. 

## Biographie
Diplômée de l'École nationale de théâtre dirigée par Luca Ronconi, Valentina Fago est  comédienne au théâtre avec Luca Ronconi, Stanislas Nordey, Yannis Kokkos, Denis Marleau, Thierry Salmon.
Pendant sa formation, elle travaille avec Josef Nadj, Mathilde Monnier, Peter Stein.
Comédienne au cinéma dans Pontormo, un amore eretico (réalisateur Giovanni Fago) et Il Ponte (réalisateur Stefano Missio).
Enseignante en pratique théâtrale en milieu scolaire (collège, lycée, primaire) et associatif.
Elle vit à Paris depuis 1995.

## Filmographie
- 2003 : Pontormo de Giovanni Fago
- 2005 : Il Ponte de Stefano Missio